# Żelazny Most (Basse-Silésie)
Pour l’article homonyme, voir Żelazny Most.
Żelazny Most est une localité polonaise de la gmina et du powiat de Polkowice en voïvodie de Basse-Silésie.